# Senza Dio
Senza Dio è un brano musicale dei rapper italiani Marracash e Guè, quarta traccia dell'album in studio Santeria, pubblicato il 24 giugno 2016 dalla Universal Music Group. 
Sebbene non sia stato estratto come singolo, il brano è stato certificato disco d'oro dalla FIMI per aver venduto oltre 25 000 copie.

## Descrizione
Senza Dio è un brano che presenta sonorità ispirate al movimento old school e il testa tratta di come certi avvenimenti abbiano portato i due artisti ad una disillusione tale da perdere la fede in qualsiasi cosa.

## Video musicale
Il video è stato girato in Brasile, durante le sessioni di scrittura dell'album, ed è stato pubblicato unicamente nella versione fisica e digitale del CD Santeria – Tesori nascosti, presente nella riedizione dell'album, intitolata Santeria Voodoo Edition.

## Classifiche
| Classifica (2016) | Posizione massima |
| ----------------- | ----------------- |
| Italia            | 58                |